# You Gotta Love Me!
「You Gotta Love Me!」（ユー・ガッタ・ラブ・ミー）は、かと*ふくの楽曲。RUCCAが作詞、藤田淳平が作曲を手掛けた。ユニットの3枚目のシングルとして2014年11月19日にDIVE II entertainmentから発売された。

## 音楽性
本曲は、テレビアニメ『異能バトルは日常系のなかで』のエンディングテーマに起用された。
明るくかわいらしいドタバタした楽曲で、歌詞に関しては同アニメの主人公である安藤寿来を上から見下ろす内容であるため、加藤英美里は地声の明るい音域を生かして臨んだという。そしてレコーディングは前作までと違い、加藤が先に収録を行ったという。
仮歌ではキャラクターソングに近かったが、自分たちの素の部分を表現するため地声で録ったものをベースに調整するなどして最終的には地声とキャラクターの中間的な声域に落ち着いたという。
PVは、白い服を着た加藤英美里と黒い服を着た福原香織が抱き合ったりトランプ遊びに興じる内容になっている。

## シングルリリース
2014年11月19日にDIVE II entertainmentから発売された。かと*ふくのシングルとしては前作「WONDERFULER」から2年9か月ぶりのリリースとなる。
販売形態はCD+DVD盤（EYCA-10075/B）とCD盤（EYCA-10076）の2種リリースで、CD+DVD盤には本曲のPV、メイキング、および『異能バトルは日常系のなかで』のノンテロップエンディングを収録したDVDが同梱されている。
CD+DVD盤のジャケットは白い服を着た加藤英美里と黒い服を着た福原香織がトランプを敷き詰めた床に寝そべっており、非日常を表現するため福原の髪をヘアチョークで赤く染めたり加藤の髪にラメを入れたという。一方CD盤のジャケットには同アニメのヒロインである神崎灯代、櫛川鳩子、姫木千冬、高梨彩弓、工藤美玲のイラストが描かれている。

## シングル収録内容
| 全作詞: RUCCA。 |                                        |           |            |      |
| #               | タイトル                               | 作詞      | 作曲・編曲 | 時間 |
| 1.              | 「You Gotta Love Me!」                 | RUCCA     | 藤田淳平   | 3:48 |
| 2.              | 「サディスティックラブ」               | RUCCA     | 岩橋星実   | 4:10 |
| 3.              | 「You Gotta Love Me!」(Instrumental)   | RUCCA     |            | 3:48 |
| 4.              | 「サディスティックラブ」(Instrumental) | RUCCA     |            | 4:08 |
| 合計時間:       | 合計時間:                              | 合計時間: | 15:54      |      |

| #  | タイトル                                                           | 作詞 | 作曲・編曲 |
| -- | ------------------------------------------------------------------ | ---- | ---------- |
| 1. | 「You Gotta Love Me!」(Music Video)                                |      |            |
| 2. | 「Making of You Gotta Love Me!」                                   |      |            |
| 3. | 「TVアニメ『異能バトルは日常系のなかで』ノンテロップエンディング」 |      |            |

## チャート
| チャート（2014年）                | 最高位 |
| --------------------------------- | ------ |
| オリコン                          | 47     |
| Billboard Japan Hot 100           | 68     |
| Billboard Japan Hot Animation     | 15     |
| Billboard Japan Hot Singles Sales | 43     |